# سونسکا
سونسکا (انگلیسی: Svenska) شرکت نفت و گاز سوئدی است، که در سال ۱۹۶۹ توسط دولت سوئد تأسیس شد.